# Robert E. Howard
Robert Ervin Howard (n. 22 ianuarie 1906 – d. 11 iunie 1936) a fost un autor american care a publicat în reviste pulp. Este cel mai bine cunoscut pentru crearea personajului Conan Barbarul. Este considerat a fi tatăl subgenului literar Sword and Sorcery. Alături de William Morris și Edward Plunkett, Lord de Dansany, Howard este printre primii autori care explorează varianta dură a poveștilor cu zâne.

## Personaje create
- Conan Barbarul
- Solomon Kane
- Kull
- El Borak
- Bran Mak Morn
- Marinarul Steve Costigan
- Breckinridge Elkins
- profesorul Michael Kirowan (povestiri de groază)
- Cormac Fitzgeoffrey
- James Allison
- Red Sonya
- Dark Agnes de Chastillon
- Steve Harrison
- Turlogh Dubh O'Brien
- Kirby O'Donnell
- The Sonora Kid